# Ослябинский переулок
Осля́бинский переу́лок (в 1923—1956 годах Ослябинский проезд) — переулок в Даниловском районе Южного административного округа Москвы. Проходит от 3-го Восточного переулка до улицы Ленинская Слобода.

## История
Переулок известен с XIX века:449. Назван в честь легендарного монаха Троице-Сергиева монастыря Родиона Осляби, героя Куликовской битвы. Название связано с тем, что его могила находится в церкви Рождества Пресвятой Богородицы в Старом Симонове, располагающейся неподалёку, на улице Симоновская Старая Слобода (ныне улица Ленинская Слобода). В храме, построенном в 1370 году, по преданию, было захоронено тело Осляби. В 1870 году в нём было установлено чугунное надгробие Пересвета и Осляби (гробницы-кенотафы которых известны с 1660 года). Храм был закрыт в 1928 году, а надгробие сдано в металлолом. В 1989 году состоялось повторное открытие храма:376.
В период с 1923 года по 1956 год:376 Ослябинский переулок назывался Ослябинским проездом:449.
В советские времена поступило «письмо от рабочих Симоновки» за подписью некоего Грача в Московское коммунальное хозяйство с требованием убрать названия «святых угодников» (в том числе и Осляби) с топонимической карты Москвы, но комиссия не осуществила переименования. По мнению исследователя Павла Николаева, благодаря этому на карте Москвы удалось сохранить два топонима, напоминающие о Куликовской битве — это Пересветов переулок и Ослябинский переулок.

## Здания и строения
- 2 — Ленинское пожарное депо (1926, архитектор А. В. Куровский)[5][6][7], ныне — городская пожарная часть № 20. Названа в честь прапорщика Сергея Константиновича Лаврова, погибшего при исполнении служебного долга 25 февраля 1996 года[8].

## Технические характеристики
Переулок принадлежит к 3-й категории улиц. Общая площадь переулка составляет 2 751,00 м², из которых 2 089,00 м² — это площадь проезжей части, а 662,00 м² — площадь тротуаров.